# 高原酒店
高原酒店 ，前称云顶美星酒店(Hotel Maxims) 是座落于马来西亚乌鲁雪兰莪云顶世界的一间5星级酒店。
云顶高原酒店建于1978年，是云顶高原上第二间成立的酒店。于1971年成立的丽园酒店(Theme Park Hotel)是第一间酒店，因游客逐渐增加，丽园酒店无法负担日益增加的游客，因此决定建立第二间酒店，也就是云顶美星酒店。

## 相关连接
- 官方网站